# Grand Prix Cycliste de Montréal 2015
Il Grand Prix Cycliste de Montréal 2015, sesta edizione della corsa, valido come ventiseiesimo evento dell'UCI World Tour 2015, si svolse il 13 settembre 2015 a Montréal, nella provincia del Québec in Canada, su un percorso totale di 205,7 km. Fu vinto dal belga Tim Wellens, che terminò la gara in 5h20'09" alla media di 38,61 km/h.
Alla partenza erano presenti 167 ciclisti dei quali 64 portarono a termine la gara.

## Percorso
Il percorso del Grand Prix Cycliste de Montréal è lungo in totale 205,7 km: si tratta di ripetere per diciassette volte un circuito di 12,1 km con tre salite: la Cote Camillien-Houde, lunga 1,8 km con una pendenza media del 6%, la Cote de la Polytechnique, lunga 780 m con una pendenza media del 6% e un tratto di 200 m all'11%, e l'arrivo all'Avenue du Parc che è caratterizzato da una salita di 560 m con una pendenza media del 4%.

## Squadre e corridori partecipanti
Partecipano alla competizione 21 squadre: oltre alle 17 formazioni World Tour, gli organizzatori hanno invitato tre team con licenza Professional Continental, Team Europcar, Bora-Argon 18 e Drapac Professional Cycling, e la Nazionale di ciclismo su strada del Canada. 
| N.      | Cod. | Squadra            |
| ------- | ---- | ------------------ |
| 1-8     | EQS  | Etixx-Quick Step   |
| 11-18   | SKY  | Team Sky           |
| 21-28   | MOV  | Movistar Team      |
| 31-39   | KAT  | Team Katusha       |
| 41-48   | TCS  | Tinkoff-Saxo       |
| 51-58   | AST  | Astana Pro Team    |
| 61-68   | BMC  | BMC Racing Team    |
| 71-78   | OGE  | Orica-GreenEDGE    |
| 81-88   | ALM  | AG2R La Mondiale   |
| 91-98   | TGA  | Team Giant-Alpecin |
| 101-108 | LAM  | Lampre-Merida      |

| N.      | Cod. | Squadra                     |
| ------- | ---- | --------------------------- |
| 111-118 | LTS  | Lotto-Soudal                |
| 121-128 | TFR  | Trek Factory Racing         |
| 131-138 | FDJ  | FDJ                         |
| 141-149 | TCG  | Team Cannondale-Garmin      |
| 151-158 | TLJ  | Team Lotto NL-Jumbo         |
| 161-168 | IAM  | IAM Cycling                 |
| 171-178 | EUC  | Team Europcar               |
| 181-188 | BOA  | Bora-Argon 18               |
| 191-198 | DPC  | Drapac Professional Cycling |
| 201-208 | CAN  | Canada                      |

## Ordine d'arrivo (Top 10)
| Pos. | Corridore         | Squadra      | Tempo    |
| ---- | ----------------- | ------------ | -------- |
| 1    | Tim Wellens       | Lotto-Soudal | 5h09'47" |
| 2    | Adam Yates        | Orica-Green. | s.t.     |
| 3    | Rui Costa         | Lampre       | a 2"     |
| 4    | Jan Bakelants     | AG2R La M.   | a 4"     |
| 5    | Tiesj Benoot      | Lotto-Soudal | s.t.     |
| 6    | Wilco Kelderman   | Lotto NL-J.  | a 5"     |
| 7    | Romain Bardet     | AG2R La M.   | s.t.     |
| 8    | Robert Gesink     | Lotto NL-J.  | a 9"     |
| 9    | Philippe Gilbert  | BMC Racing   | s.t.     |
| 10   | Tom-Jelte Slagter | Cannondale   | s.t.     |